# 首爾奧林匹克主競技場

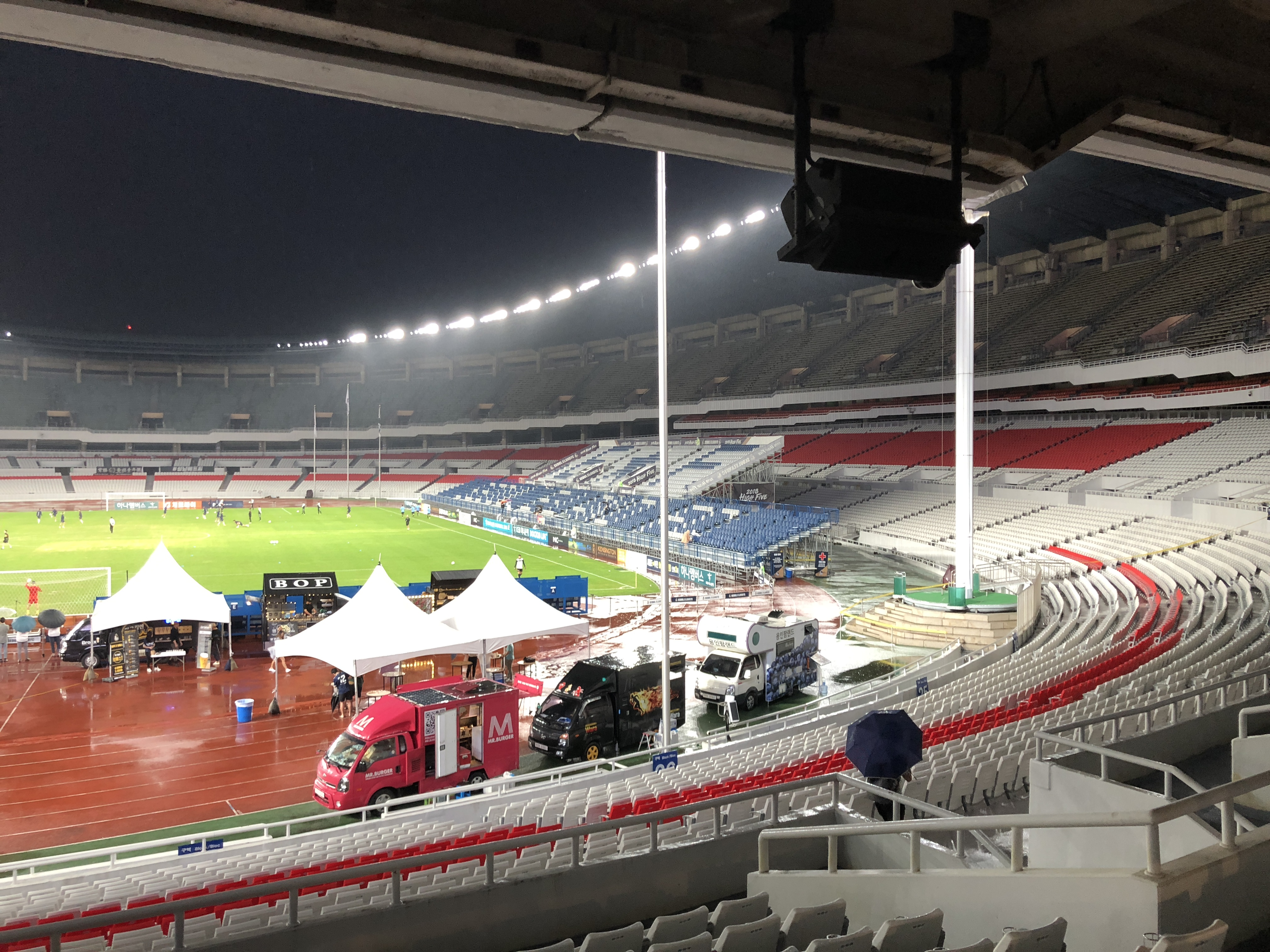
场内（2018年摄）

首爾奧林匹克主競技場（：／ Seoul Olrimpik Jugyeonggijang）也被称为蠶室奧林匹克主競技場（：／ Jamsil Olrimpik Jugyeonggijang），位於首爾綜合運動場範圍內，1986年亞運會及1988年夏季奧運會的開幕禮及閉幕禮均在此舉行。

## 历史
首爾奧林匹克主競技場由韩国著名建筑师金寿根设计:203，於1977年11月28日動工，1984年9月29日落成啟用，舉行的首個大型運動會即為1986年亞運會。這座體育場也是足球比賽如世界盃足球外圍賽的比賽場地之一，啟用初期可容納近100,000位觀眾，現時則設有69,950個座位。然而在2002年首爾世界盃競技場啟用後，重要足球賽事已移師到該處舉行。
2005年「漢城」的中文譯名正名為「首爾」，此前在漢語地區所使用的「漢城奧林匹克主競技場」隨即棄用並正名為現名。

## 交通
- 綜合運動場站6號、7號出口（首爾地鐵2號線、9號線）

## 外部連結
- 官方网站